# Melochia
Melochia är ett släkte av malvaväxter. Melochia ingår i familjen malvaväxter.

## Bildgalleri

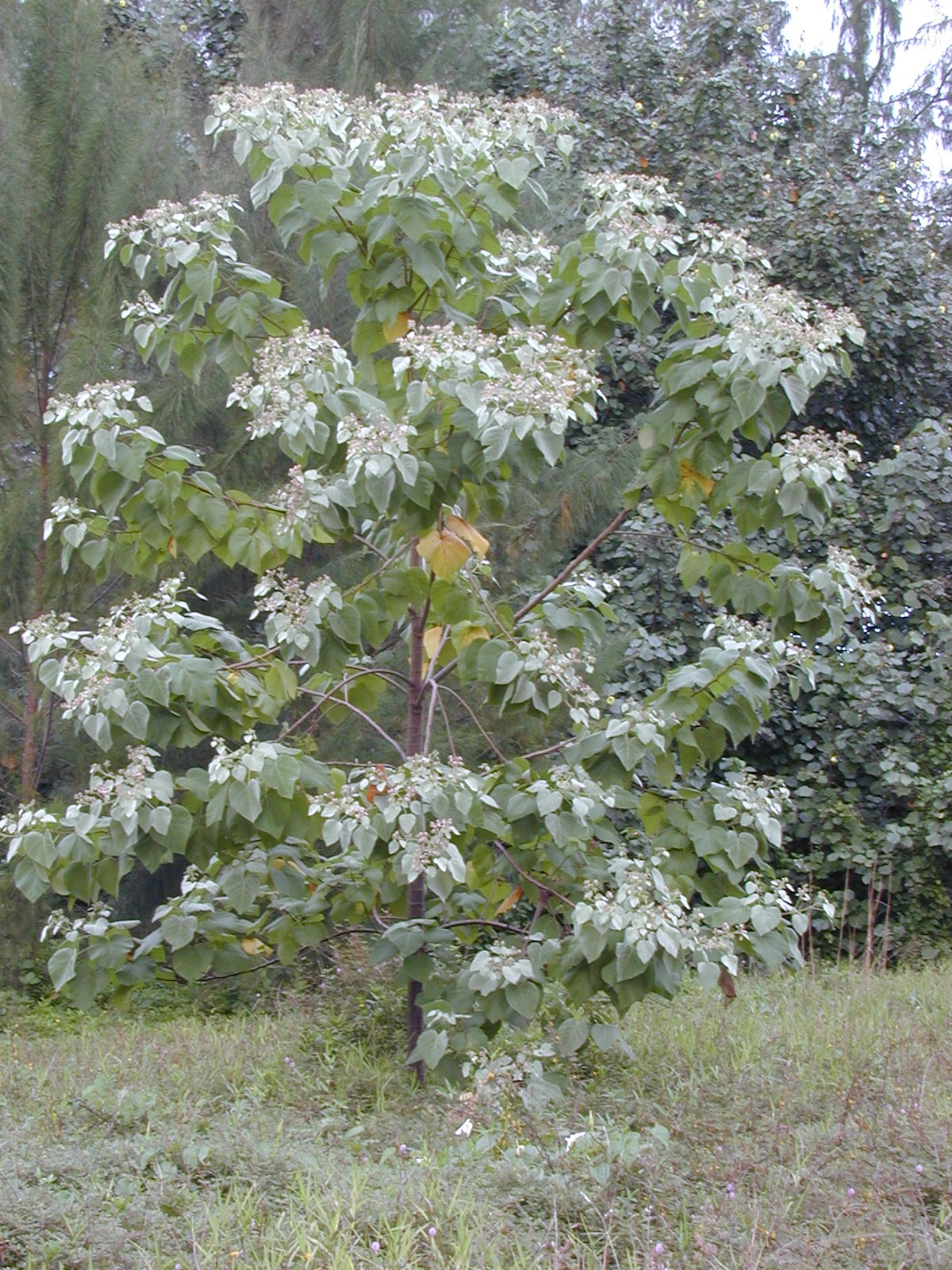

## Dottertaxa tillMelochia, i alfabetisk ordning[1]
- Melochia anomala
- Melochia arenosa
- Melochia argentina
- Melochia aristata
- Melochia bernoulliana
- Melochia betonicifolia
- Melochia betsiliensis
- Melochia bissei
- Melochia canescens
- Melochia caracasana
- Melochia chamaedrys
- Melochia colombiana
- Melochia compacta
- Melochia corchorifolia
- Melochia degeneriana
- Melochia gardneri
- Melochia goldbergii
- Melochia graminifolia
- Melochia grayana
- Melochia hassleriana
- Melochia hermannioides
- Melochia illicioides
- Melochia kerriifolia
- Melochia lanata
- Melochia lanceolata
- Melochia leucantha
- Melochia longepetiolata
- Melochia longibracteolata
- Melochia longidentata
- Melochia lupulina
- Melochia makateaensis
- Melochia manducata
- Melochia melissifolia
- Melochia ministella
- Melochia mollipila
- Melochia mollis
- Melochia morongii
- Melochia nodiflora
- Melochia nudiflora
- Melochia oaxacana
- Melochia odorata
- Melochia parhamii
- Melochia parvifolia
- Melochia peruviana
- Melochia pilosa
- Melochia pterocarpa
- Melochia pulverulenta
- Melochia pyramidata
- Melochia roseiflora
- Melochia savannarum
- Melochia sergipana
- Melochia simplex
- Melochia speciosa
- Melochia spicata
- Melochia splendens
- Melochia thymifolia
- Melochia tomentella
- Melochia tomentosa
- Melochia trujilloi
- Melochia ulmifolia
- Melochia umbellata
- Melochia werdermannii
- Melochia villosa
- Melochia vitiensis
- Melochia yungasensis